# John Stringfellow

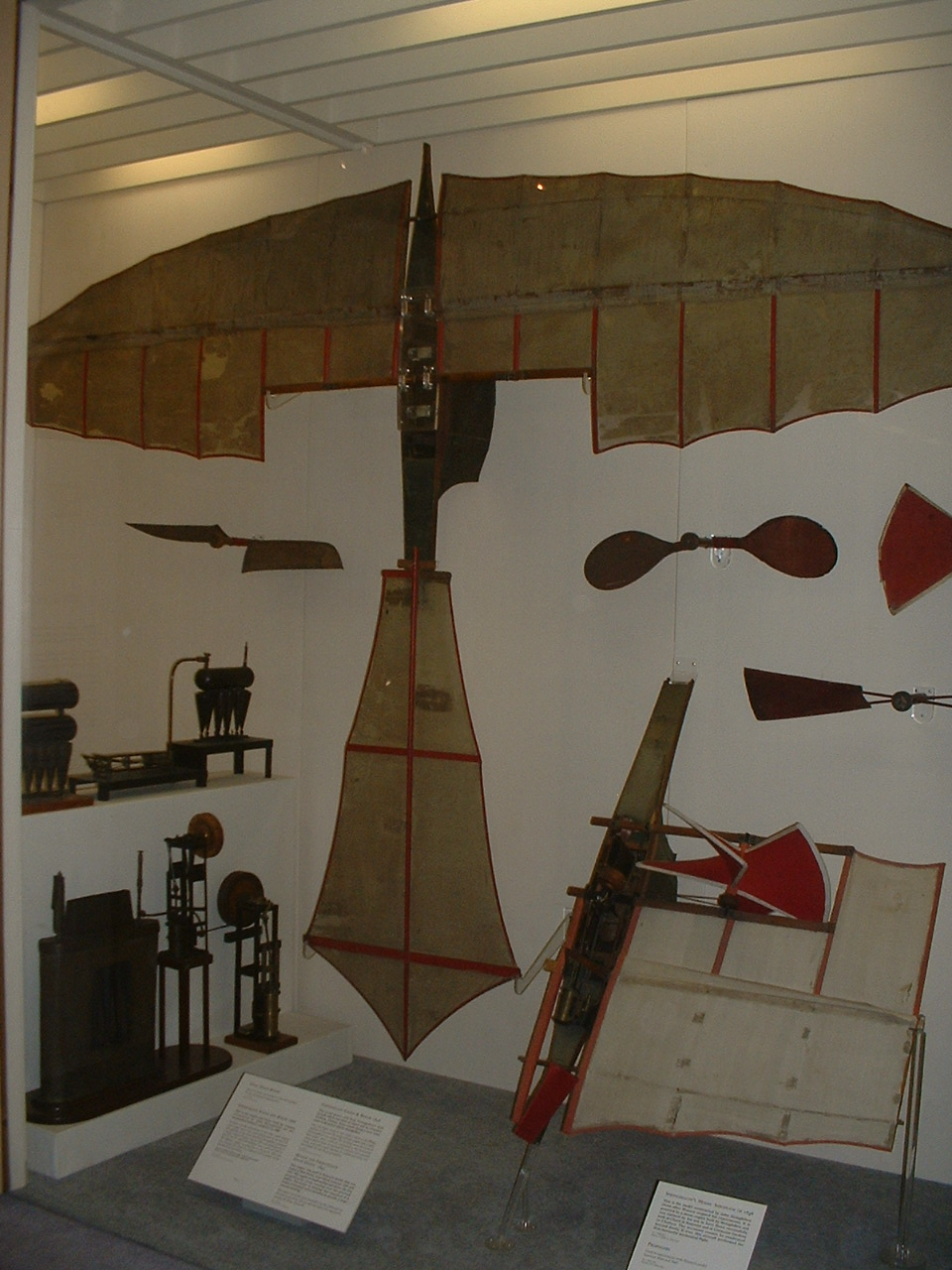
La machine volante de John Stringfellows au musée d'aéronautique de Londres

John Stringfellow (né près de Sheffield en 1799, mort le 13 décembre 1883) est un industriel britannique, précurseur de l'aviation.
Il est associé aux expériences aéronautiques de William Henson dans les années 1840, en concevant et réalisant des moteurs à vapeur légers pour des maquettes d'aéroplanes, dont une, l'Ariel, est testée sans succès en 1847. Il construit un modèle de triplan en 1868, qui ne parvient pas à voler, mais qui remporte un prix de 100 livres sterling lors de l'Exposition aéronautique de 1908 au Crystal Palace à Londres.